# Woodland Hills (Los Angeles)
Woodland Hills è un sobborgo di Los Angeles, in California.
Situato nella parte sud-occidentale della San Fernando Valley, è attraversato dalla celebre Mulholland Drive ed è conosciuto per essere il luogo in cui hanno abitato e vi sono morti numerosi personaggi pubblici, prettamente del mondo della cultura e dello spettacolo, come ad esempio, l'attore H.B. Warner (1876-1958), l'attore Buster Keaton (1895-1966), l'attore Pinto Colvig (1892-1967), l'attrice cinematografica e teatrale Elisabeth Fraser (1920-2005), l'attore Arthur O'Connell (1908-1981), l'attore Harold J. Stone (1911-2005), il direttore della fotografia Joseph MacDonald (1906-1968), l'attore cinematografico Gino Corrado (1893-1982) sua moglie, l'attrice Anna Lina Alberti (1909), il cantante dei Warrant Jani Lane (1964-2011) e l'attrice Olivia Brown (1957) nota per la sua partecipazione alla serie televisiva Miami Vice. È il paese natale del cestista Spencer Dinwiddie.

## Ubicazione ed abitanti

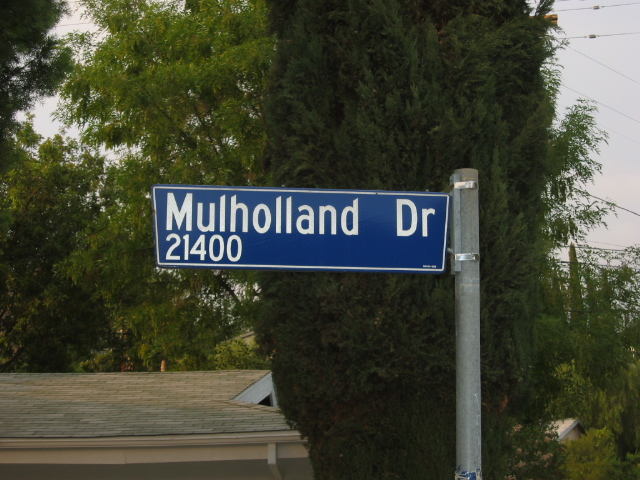
Un cartello indicante Mulholland Drive

Woodland Hills è posizionato a nord-est di Calabasas e a ovest di Tarzana. A nord confina con West Hills, Canoga Park e Winnetka.
Da est ad ovest l'abitato è attraversato dalla U.S. Route 101 (Ventura Freeway) e dal Ventura Boulevard, che inizia qui e interseca il Valley Circle Boulevard. La popolazione del sobborgo è di circa settantamila abitanti. L'area che circonda "The Valley" è conosciuta per essere una delle località più calde e afose della città di Los Angeles.

## Storia

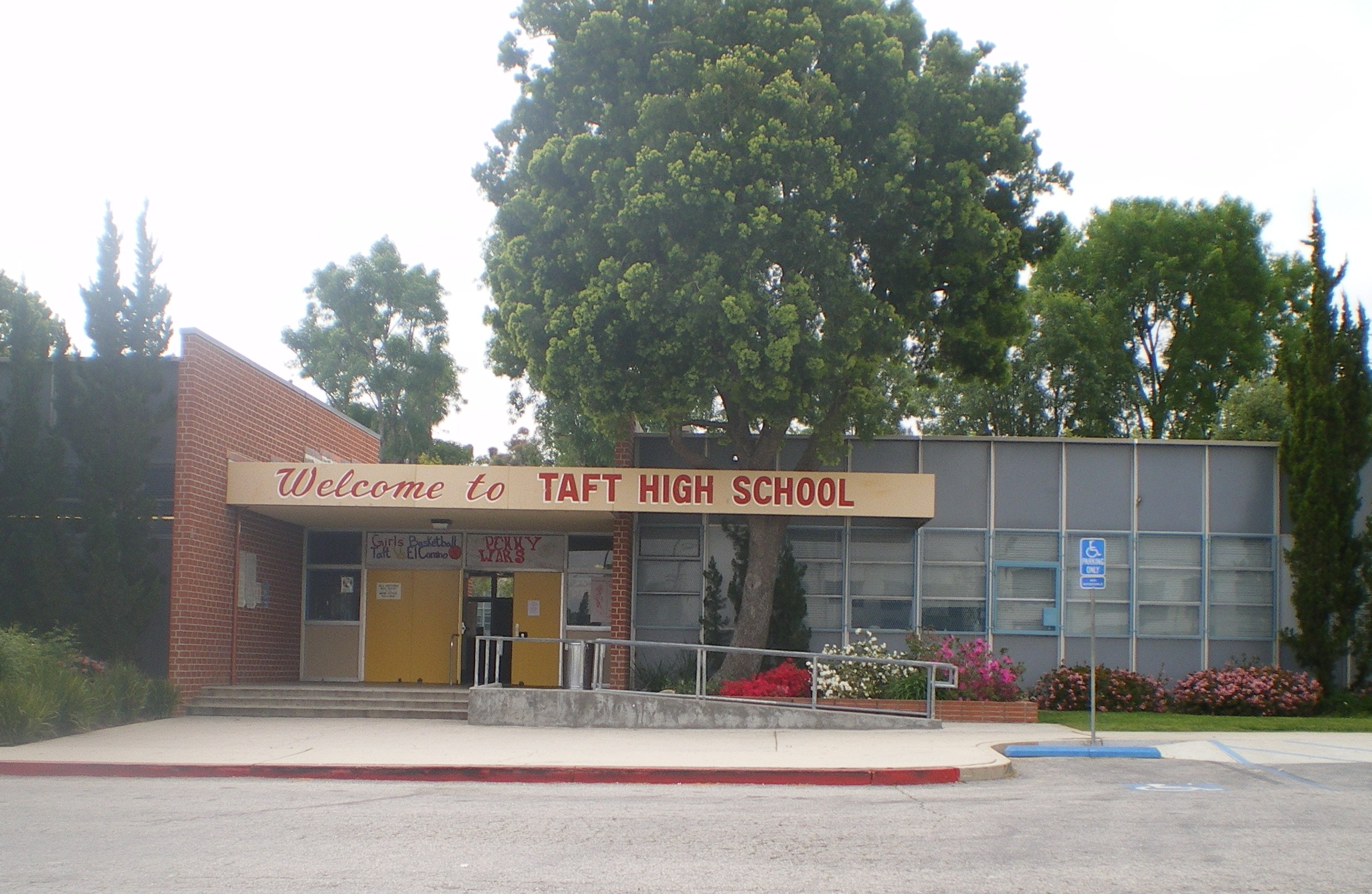
L'edificio della Taft High School

Poco si sa delle popolazioni dei nativi americani Chumash che furono i primi abitanti della comunità che animò questa zona della California. Quando, nel 1769, i primi esploratori giunsero in queste valli con la spedizione Portolá rimasero particolarmente colpiti dalla bellezza del paesaggio delle dolci colline che si alternavano ad avvallamenti. Incontrarono le popolazioni indigene e chiamarono la zona Valley of the Oaks (Valle delle querce).
In tempi ben più recenti, nel 1922, Victor Girard Kleinberger comprò nel territorio 2 886 acri (12 km²) fondando la town of Girard.
Con l'impiego di una campagna pubblicitaria via stampa, riuscì a persuadere residenti e investitori a sviluppare ogni infrastruttura necessaria per una crescita omogenea della zona, che fu sottoposta a rimboscamento con la messa a dimora di centoventimila alberi.

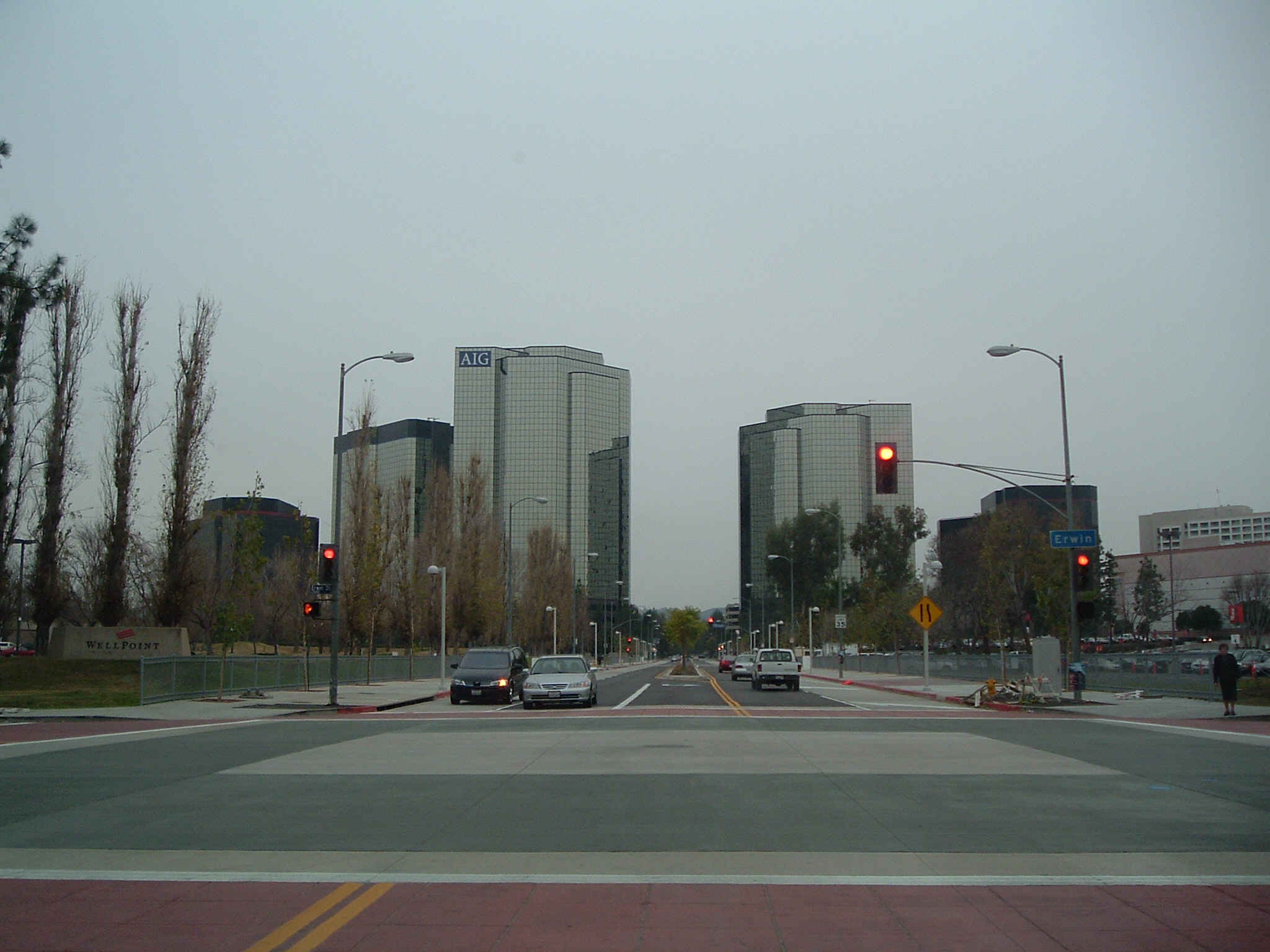
I grattacieli del Warner Center

Sebbene i suoi sforzi fossero stati inizialmente criticati con la sottintesa accusa di volere in tal modo coprire attività economiche personali (l'allestimento di finti negozi sul Ventura Boulevard gli costò anche una detenzione in prigione), Girard riuscì a mandare avanti il suo progetto completando nel 1925 il Girard Golf Course, tuttora operante come Woodland Hills Country Club.
L'attuale nome di Woodland Hills è stato dato al sobborgo solo nel 1941. Richiama appropriatamente, nel nome inglese che indicala presenza di colline boscose, gli alberi e la vegetazione che lo popolano e che Girard volle fortissimamente impiantare nei primi anni di esistenza del borgo.
Negli anni quaranta, Harry Warner della Warner Bros. comprò 1 100 acri (4,5 km²) destinati ad ospitare un ranch. Il moderno Warner Center che sorge nella zona commerciale è dedicato a lui ed evidenzia alte costruzioni che ospitano alberghi e negozi.